# Olympische Sommerspiele 2012/Teilnehmer (Ungarn)
| Gelbes Symbol für Goldmedaillen mit stilisierten Olympischen Ringen | Graues Symbol für Silbermedaillen mit stilisierten Olympischen Ringen | Braundes Symbol für Bronzemedaillen mit stilisierten Olympischen Ringen |
| ------------------------------------------------------------------- | --------------------------------------------------------------------- | ----------------------------------------------------------------------- |
| 8                                                                   | 4                                                                     | 6                                                                       |

Ungarn nahm in London an den Olympischen Spielen 2012 teil. Es war die insgesamt 25. Teilnahme an Olympischen Sommerspielen. Das Magyar Olimpiai Bizottság nominierte 157 Athleten in 21 Sportarten.
Der Diskuswerfer Zoltán Kővágó wurde ein Tag vor Beginn der Spiele wegen eines verweigerten Dopingtests aus der Mannschaft ausgeschlossen.

## Medaillen
Mit acht gewonnenen Gold-, vier Silber- und sechs Bronzemedaillen belegte das ungarische Team Platz 10 im Medaillenspiegel.

## Teilnehmer nach Sportarten

### Boxen
| Athleten      | Wettbewerb                  | 1. Runde           | 1. Runde | Achtelfinale         | Achtelfinale  | Viertelfinale             | Viertelfinale | Halbfinale    | Halbfinale    | Finale        | Finale        | Rang          |
| Athleten      | Wettbewerb                  | Gegner             | Ergebnis | Gegner               | Ergebnis      | Gegner                    | Ergebnis      | Gegner        | Ergebnis      | Gegner        | Ergebnis      | Rang          |
| ------------- | --------------------------- | ------------------ | -------- | -------------------- | ------------- | ------------------------- | ------------- | ------------- | ------------- | ------------- | ------------- | ------------- |
| Männer        |                             |                    |          |                      |               |                           |               |               |               |               |               |               |
| Miklós Varga  | Leichtgewicht bis 60 kg     | Evaldas Petrauskas | 12-20    | ausgeschieden        | ausgeschieden | ausgeschieden             | ausgeschieden | ausgeschieden | ausgeschieden | ausgeschieden | ausgeschieden | ausgeschieden |
| Gyula Káté    | Halbweltergewicht bis 64 kg | Eslam Mohamed      | 16-10    | Vincenzo Mangiacapre | 14-20         | ausgeschieden             | ausgeschieden | ausgeschieden | ausgeschieden | ausgeschieden | ausgeschieden | ausgeschieden |
| Zoltán Harcsa | Mittelgewicht bis 75 kg     | Jose Espinoza Mena | 16-13    | Mujandjae Kasuto     | 16-7          | Esquiva Falcão Florentino | 10-14         | ausgeschieden | ausgeschieden | ausgeschieden | ausgeschieden | ausgeschieden |

### Fechten
| Athleten      | Wettbewerb     | 1. Runde | 1. Runde | 2. Runde              | 2. Runde | Achtelfinale     | Achtelfinale  | Viertelfinale | Viertelfinale | Halbfinale       | Halbfinale    | Finale          | Finale        | Rang          |
| Athleten      | Wettbewerb     | Gegner   | Ergebnis | Gegner                | Ergebnis | Gegner           | Ergebnis      | Gegner        | Ergebnis      | Gegner           | Ergebnis      | Gegner          | Ergebnis      | Rang          |
| ------------- | -------------- | -------- | -------- | --------------------- | -------- | ---------------- | ------------- | ------------- | ------------- | ---------------- | ------------- | --------------- | ------------- | ------------- |
| Frauen        |                |          |          |                       |          |                  |               |               |               |                  |               |                 |               |               |
| Emese Szász   | Degen Einzel   | –        | –        | Choi In-jeong         | 12:15    | ausgeschieden    | ausgeschieden | ausgeschieden | ausgeschieden | ausgeschieden    | ausgeschieden | ausgeschieden   | ausgeschieden | ausgeschieden |
| Aida Mohamed  | Florett Einzel | Freilos  | Freilos  | Nzingha Prescot       | 15:10    | Nam Hyun-hee     | 7:8           | ausgeschieden | ausgeschieden | ausgeschieden    | ausgeschieden | ausgeschieden   | ausgeschieden | ausgeschieden |
| Männer        |                |          |          |                       |          |                  |               |               |               |                  |               |                 |               |               |
| Géza Imre     | Degen Einzel   | –        | –        | Abdelkarim El Haouari | 15:8     | Bartosz Piasecki | 7:15          | ausgeschieden | ausgeschieden | ausgeschieden    | ausgeschieden | ausgeschieden   | ausgeschieden | ausgeschieden |
| Áron Szilágyi | Säbel Einzel   | Freilos  | Freilos  | Peng Kean Yu          | 15:1     | Zhong Man        | 15:10         | Max Hartung   | 15:13         | Nikolai Kowaljow | 15:7          | Diego Occhiuzzi | 15:8          | Gold          |

### Gewichtheben
| Athleten   | Wettbewerb         | Reißen  | Reißen | Stoßen  | Stoßen | Zweikampf | Zweikampf | Rang |
| Athleten   | Wettbewerb         | Gewicht | Rang   | Gewicht | Rang   | Gewicht   | Rang      | Rang |
| ---------- | ------------------ | ------- | ------ | ------- | ------ | --------- | --------- | ---- |
| Männer     |                    |         |        |         |        |           |           |      |
| Péter Nagy | Klasse über 105 kg | 191 kg  | 10     | 225 kg  | 11     | -         | -         | 11   |

### Handball
| Wettbewerb    | Männer |
| ------------- | --- |
| Athleten      | Gábor Császár Nándor Fazekas Péter Gulyás Gergely Harsányi Ferenc Ilyés Gergő Iváncsik Balázs Laluska (Ersatz) Máté Lékai Roland Mikler Tamás Mocsai László Nagy Carlos Pérez Timuzsin Schuch Attila Vadkerti Szabolcs Zubai |
| Trainer       | Lajos Mocsai |
| Gruppenphase  | Dänemark 25:27 (10:13) Südkorea 22:19 (7:9) Kroatien 19:26 (9:11) Spanien 22:33 (13:16) Serbien 26:23 (9:11) |
| Viertelfinale | Island 34:33 n. V. (16:12, 27:27, 30:30) |
| Halbfinale    | Schweden 26:27 (12:15) |
| Finale        | Spiel um Platz 3: Kroatien 26:33 (14:19) |
| Platzierung   | 4 |

### Judo
| Athleten         | Wettbewerb         | 1. Runde Round of 64 | 1. Runde Round of 64 | 2. Runde Round of 32 | 2. Runde Round of 32 | Achtelfinale Round of 16 | Achtelfinale Round of 16 | Viertelfinale Quarter Final | Viertelfinale Quarter Final | Hoffnungsrunde Halbfinale Repechage | Hoffnungsrunde Halbfinale Repechage | Halbfinale    | Halbfinale    | Hoffnungsrunde Finale Bronze Medal | Hoffnungsrunde Finale Bronze Medal | Finale                   | Finale        | Rang   |
| Athleten         | Wettbewerb         | Gegner               | Ergebnis             | Gegner               | Ergebnis             | Gegner                   | Ergebnis                 | Gegner                      | Ergebnis                    | Gegner                              | Ergebnis                            | Gegner        | Ergebnis      | Gegner                             | Ergebnis                           | Gegner                   | Ergebnis      | Rang   |
| ---------------- | ------------------ | -------------------- | -------------------- | -------------------- | -------------------- | ------------------------ | ------------------------ | --------------------------- | --------------------------- | ----------------------------------- | ----------------------------------- | ------------- | ------------- | ---------------------------------- | ---------------------------------- | ------------------------ | ------------- | ------ |
| Frauen           |                    |                      |                      |                      |                      |                          |                          |                             |                             |                                     |                                     |               |               |                                    |                                    |                          |               |        |
| Éva Csernoviczki | Klasse bis 48 kg   | –                    | –                    | Freilos              | Freilos              | Birgit Ente              | 0010-0001                | Charline Van Snick          | 0000-1001                   | Wu Shugen                           | 0210-0002                           | ausgeschieden | ausgeschieden | Tomoko Fukumi                      | 1001–0001                          | ausgeschieden            | ausgeschieden | Bronze |
| Hedvig Karakas   | Klasse bis 57 kg   | –                    | –                    | Concepción Bellorín  | 1000-0011            | Rafaela Silva            | 000H–1001                | Corina Căprioriu            | 0000–0000                   | Irina Sabludina                     | 0011–0000                           | ausgeschieden | ausgeschieden | Automne Pavia                      | 0002–0011                          | ausgeschieden            | ausgeschieden | 5      |
| Anett Mészáros   | Klasse bis 70 kg   | –                    | –                    | Freilos              | Freilos              | Kerstin Thiele           | 0001–0001                | ausgeschieden               | ausgeschieden               | ausgeschieden                       | ausgeschieden                       | ausgeschieden | ausgeschieden | ausgeschieden                      | ausgeschieden                      | ausgeschieden            | ausgeschieden | 9      |
| Abigél Joó       | Klasse bis 78 kg   | –                    | –                    | Freilos              | Freilos              | Audrey Koumba            | 0100–0000                | Kayla Harrison              | 0010–0101                   | Daria Pogorzelec                    | 1012–0022                           | ausgeschieden | ausgeschieden | Audrey Tcheuméo                    | 0001–1000                          | ausgeschieden            | ausgeschieden | 5      |
| Männer           |                    |                      |                      |                      |                      |                          |                          |                             |                             |                                     |                                     |               |               |                                    |                                    |                          |               |        |
| Miklós Ungvári   | Klasse bis 66 kg   | Ajmal Faizzada       | 1000-0000            | Eddermys Sanchez     | 1000-0000            | Rok Drakšič              | 0110-0002                | Paweł Zagrodnik             | 0010-0002                   | –                                   | –                                   | Sugoi Uriarte | 0011-0000     | –                                  | –                                  | Lascha Schawdatuaschwili | 0001-0010     | Silber |
| László Csoknyai  | Klasse bis 81 kg   | Freilos              | Freilos              | Putu Wiradamungga    | 0200–0001            | Kim Jae-bum              | 0002–0010                | ausgeschieden               | ausgeschieden               | ausgeschieden                       | ausgeschieden                       | ausgeschieden | ausgeschieden | ausgeschieden                      | ausgeschieden                      | ausgeschieden            | ausgeschieden | 9      |
| Tamás Madarász   | Klasse bis 90 kg   | Freilos              | Freilos              | Freilos              | Freilos              | Dilshod Choriyev         | 0001–1001                | ausgeschieden               | ausgeschieden               | ausgeschieden                       | ausgeschieden                       | ausgeschieden | ausgeschieden | ausgeschieden                      | ausgeschieden                      | ausgeschieden            | ausgeschieden | 9      |
| Barna Bor        | Klasse über 100 kg | Freilos              | Freilos              | Luuk Verbij          | 0002–0001            | El Mehdi Malki           | 0100–0000                | Andreas Tölzer              | 0002–0011                   | Rafael Silva                        | 0001–0001                           | ausgeschieden | ausgeschieden | ausgeschieden                      | ausgeschieden                      | ausgeschieden            | ausgeschieden | 7      |

### Kanu

#### Kanurennsport
| Athleten                                                      | Wettbewerb | Vorlauf      | Vorlauf | Halbfinale   | Halbfinale | Finale       | Finale       | Rang   |
| Athleten                                                      | Wettbewerb | Zeit         | Rang    | Zeit         | Rang       | Zeit         | Rang         | Rang   |
| ------------------------------------------------------------- | ---------- | ------------ | ------- | ------------ | ---------- | ------------ | ------------ | ------ |
| Frauen                                                        |            |              |         |              |            |              |              |        |
| Natasa Janics                                                 | K-1 200 m  | 41,221 s     | 1       | 40,570 s     | 1          | 45,128 s     | 3            | Bonze  |
| Danuta Kozák                                                  | K-1 500 m  | 1:52,828 min | 1       | 1:50,469 min | 1          | 1:51,456 min | 1            | Gold   |
| Katalin Kovács Natasa Janics                                  | K-2 500 m  | 1:43,984 min | 1       | 1:41,613 min | 2          | 1:43,278 min | 2            | Silber |
| Krisztina Fazekas Katalin Kovács Danuta Kozák Gabriella Szabó | K-4 500 m  | 1:35,769 min | 1       | -            | -          | 1:30,827 min | 1            | Gold   |
| Männer                                                        |            |              |         |              |            |              |              |        |
| Miklós Dudás                                                  | K-1 200 m  | 35,323 s     | 3       | 35,993 s     | 3          | 36,830 s     | 6            | 6      |
| Attila Vajda                                                  | C-1 200 m  | 44,761 s     | 5       | 42,970 s     | 5          | 44,466 s     | 3 (B-Finale) | 11     |
| Rudolf Dombi Roland Kökény                                    | K-2 1000 m | 3:11,393 min | 1       | -            | -          | 3:09,646 min | 1            | Gold   |
| Zoltán Kammerer Tamás Kulifai Dániel Pauman Dávid Tóth        | K-4 1000 m | 2:54,153 min | 1       | -            | -          | 2:55,699 min | 2            | Silber |
| Attila Vajda                                                  | C-1 1000 m | 3:59,853 min | 2       | 3:52,365 min | 2          | 3:50,926 min | 6            | 6      |

### Leichtathletik
Laufen und Gehen
| Athleten          | Wettbewerb       | Vorlauf     | Vorlauf | Halbfinale    | Halbfinale    | Finale        | Finale        | Rang |
| Athleten          | Wettbewerb       | Zeit        | Rang    | Zeit          | Rang          | Zeit          | Rang          | Rang |
| ----------------- | ---------------- | ----------- | ------- | ------------- | ------------- | ------------- | ------------- | ---- |
| Frauen            |                  |             |         |               |               |               |               |      |
| Zsófia Erdélyi    | Marathon         | –           | –       | –             | –             | 2:44,45 min   | 92            | 92   |
| Anikó Kálovics    | Marathon         | –           | –       | –             | –             | 2:45,55 min   | 95            | 95   |
| Bea Rakonczai     | Marathon         | –           | –       | –             | –             | 2:41,20 min   | 85            | 85   |
| Viktória Madarász | 20 km Gehen      | –           | –       | –             | –             | 1:34:48 h     | 41            | 41   |
| Männer            |                  |             |         |               |               |               |               |      |
| Marcell Deák Nagy | 400 m            | 46,16 s     | 4       | ausgeschieden | ausgeschieden | ausgeschieden | ausgeschieden | 32   |
| Tamás Kazi        | 800 m            | 1:47,10 min | 6       | ausgeschieden | ausgeschieden | ausgeschieden | ausgeschieden | 24   |
| Tamás Kovács      | Marathon         | –           | –       | –             | –             | 2:27:48 h     | 72            | 72   |
| Balázs Baji       | 110 m Hürden     | 13,76 s     | 5       | ausgeschieden | ausgeschieden | ausgeschieden | ausgeschieden | 35   |
| Dániel Kiss       | 110 m Hürden     | 13,62 s     | 6       | ausgeschieden | ausgeschieden | ausgeschieden | ausgeschieden | 25   |
| Albert Minczér    | 3000 m Hindernis | 8:40,74 min | 11      | ausgeschieden | ausgeschieden | ausgeschieden | ausgeschieden | 31   |
| Máté Helebrandt   | 20 km Gehen      | –           | –       | –             | –             | 1:23:32 h     | 32            | 32   |

Springen und Werfen
| Athleten       | Wettbewerb  | Qualifikation | Qualifikation | Finale        | Finale        | Rang |
| Athleten       | Wettbewerb  | Weite/Höhe    | Rang          | Weite/Höhe    | Rang          | Rang |
| -------------- | ----------- | ------------- | ------------- | ------------- | ------------- | ---- |
| Frauen         |             |               |               |               |               |      |
| Éva Orbán      | Hammerwurf  | 68,68 m       | 9             | -             | -             | 17   |
| Vanda Juhász   | Speerwurf   | 50,01 m       | 20            | -             | -             | 36   |
| Anita Márton   | Kugelstoßen | 17,48 m       | 11            | -             | -             | 23   |
| Männer         |             |               |               |               |               |      |
| Krisztián Pars | Hammerwurf  | 79,37 m       | 1             | 80,59 m       | 1             | Gold |
| Lajos Kürthy   | Kugelstoßen | 19,65 m       | 10            | ausgeschieden | ausgeschieden | 21   |

Mehrkampf
| Athletinnen        | 100 m Hürden | 100 m Hürden | Hochsprung | Hochsprung | Kugelstoßen | Kugelstoßen | 200 m   | 200 m  | Weitsprung | Weitsprung | Speerwurf | Speerwurf | 800 m       | 800 m  | Punkte | Rang |
| Athletinnen        | Zeit         | Punkte       | Höhe       | Punkte     | Weite       | Punkte      | Zeit    | Punkte | Weite      | Punkte     | Weite     | Punkte    | Zeit        | Punkte | Punkte | Rang |
| ------------------ | ------------ | ------------ | ---------- | ---------- | ----------- | ----------- | ------- | ------ | ---------- | ---------- | --------- | --------- | ----------- | ------ | ------ | ---- |
| Siebenkampf Frauen |              |              |            |            |             |             |         |        |            |            |           |           |             |        |        |      |
| Györgyi Farkas     | 14,33 s      | 932          |            | 978        | 13,55 m     | 764         | 25,72 s | 822    | 6,07 m     | 871        | 46,52 m   | 793       | 2:17,83 min | 853    | 6013   | 22   |

| Athleten         | 100 m   | 100 m  | Weitsprung | Weitsprung | Kugelstoßen | Kugelstoßen | Hochsprung | Hochsprung | 400 m   | 400 m  | 110 m Hürden | 110 m Hürden | Diskuswurf | Diskuswurf | Stabhochsprung | Stabhochsprung | Speerwurf | Speerwurf | 1500 m      | 1500 m | Punkte | Rang |
| Athleten         | Zeit    | Punkte | Weite      | Punkte     | Weite       | Punkte      | Höhe       | Punkte     | Zeit    | Punkte | Zeit         | Punkte       | Weite      | Punkte     | Höhe           | Punkte         | Weite     | Punkte    | Zeit        | Punkte | Punkte | Rang |
| ---------------- | ------- | ------ | ---------- | ---------- | ----------- | ----------- | ---------- | ---------- | ------- | ------ | ------------ | ------------ | ---------- | ---------- | -------------- | -------------- | --------- | --------- | ----------- | ------ | ------ | ---- |
| Zehnkampf Männer |         |        |            |            |             |             |            |            |         |        |              |              |            |            |                |                |           |           |             |        |        |      |
| Attila Szabó     | 11,15 s | 827    | 6,96 m     | 804        | 13,93 m     | 724         | 1,90 m     | 714        | 50,83 s | 777    | 14,92 s      | 859          | 45,14 m    | 770        | 4,60 m         | 790            | 58,84 m   | 720       | 4:53,81 min | 596    | 7581   | 24   |

### Moderner Fünfkampf
| Athleten       | Fechten | Fechten | Schwimmen   | Schwimmen | Reiten | Reiten    | Combined     | Combined | Punkte | Rang   |
| Athleten       | Bilanz  | Punkte  | Zeit        | Punkte    | Zeit   | Punkte    | Zeit         | Punkte   | Punkte | Rang   |
| -------------- | ------- | ------- | ----------- | --------- | ------ | --------- | ------------ | -------- | ------ | ------ |
| Frauen         |         |         |             |           |        |           |              |          |        |        |
| Sarolta Kovács | 11:24   | 664     | 2:08,11 min | 1264      |        | 1100      | 12:43,69 min | 1948     | 5048   | 20     |
| Adrienn Tóth   | 24:11   | 976     | 2:17,32 min | 1156      |        | 520 (DNF) | 13:07,33 min | 1852     | 4396   | 33     |
| Männer         |         |         |             |           |        |           |              |          |        |        |
| Róbert Kasza   | 20:15   | 880     | 2:01,59 min | 1344      |        | 1200      | 12:37,85 min | 2252     | 5676   | 12     |
| Ádám Marosi    | 20:15   | 880     | 2:02,08 min | 1336      |        | 1200      | 10:44,92 min | 2420     | 5836   | Bronze |

### Radsport

#### Straße
| Athleten          | Wettbewerb    | Zeit | Rang |
| ----------------- | ------------- | ---- | ---- |
| Männer            |               |      |      |
| Krisztián Lovassy | Straßenrennen | DNF  | -    |

#### Mountainbike
| Athleten      | Wettbewerb    | Zeit      | Rang |
| ------------- | ------------- | --------- | ---- |
| Frauen        |               |           |      |
| Barbara Benkó | Cross-Country | 1:43:24 h | 27   |
| Männer        |               |           |      |
| András Parti  | Cross-Country | DNF       | -    |

### Ringen
| Athleten                         | Wettbewerb        | 1. Runde        | 1. Runde | Achtelfinale        | Achtelfinale | Viertelfinale         | Viertelfinale | Halbfinale         | Halbfinale    | Hoffnungsrunde Viertelfinale | Hoffnungsrunde Viertelfinale | Hoffnungsrunde Halbfinale | Hoffnungsrunde Halbfinale | Hoffnungsrunde Finale | Hoffnungsrunde Finale | Finale        | Finale        | Rang   |
| Athleten                         | Wettbewerb        | Gegner          | Ergebnis | Gegner              | Ergebnis     | Gegner                | Ergebnis      | Gegner             | Ergebnis      | Gegner                       | Ergebnis                     | Gegner                    | Ergebnis                  | Gegner                | Ergebnis              | Gegner        | Ergebnis      | Rang   |
| -------------------------------- | ----------------- | --------------- | -------- | ------------------- | ------------ | --------------------- | ------------- | ------------------ | ------------- | ---------------------------- | ---------------------------- | ------------------------- | ------------------------- | --------------------- | --------------------- | ------------- | ------------- | ------ |
| Freistil Frauen                  |                   |                 |          |                     |              |                       |               |                    |               |                              |                              |                           |                           |                       |                       |               |               |        |
| Marianna Sastin                  | Klasse bis 63 kg  | Jacira Mendonca | 3:0      | Julija Ostaptschuk  | 0:3          | ausgeschieden         | ausgeschieden | ausgeschieden      | ausgeschieden | ausgeschieden                | ausgeschieden                | ausgeschieden             | ausgeschieden             | ausgeschieden         | ausgeschieden         | ausgeschieden | ausgeschieden | 11     |
| griechisch-römischer Stil Männer |                   |                 |          |                     |              |                       |               |                    |               |                              |                              |                           |                           |                       |                       |               |               |        |
| Péter Módos                      | Klasse bis 55 kg  | Freilos         | Freilos  | Elmurat Tasmuradov  | 3:0          | Hamid Reihanpour      | 0:3           | ausgeschieden      | ausgeschieden | –                            | –                            | Arsen Eralijew            | 3:0                       | Håkan Nyblom          | 3:1                   | ausgeschieden | ausgeschieden | Bronze |
| Tamás Lőrincz                    | Klasse bis 66 kg  | Freilos         | Freilos  | Frank Stäbler       | 3:1          | Justin Lester         | 3:1           | Manuchar Tschadaia | 3:0           | –                            | –                            | –                         | –                         | –                     | –                     | Kim Hyeon-woo | 0:3           | Silber |
| Péter Bácsi                      | Klasse bis 74 kg  | Freilos         | Freilos  | Aleksandr Kazakevič | 0:5          | ausgeschieden         | ausgeschieden | ausgeschieden      | ausgeschieden | ausgeschieden                | ausgeschieden                | ausgeschieden             | ausgeschieden             | ausgeschieden         | ausgeschieden         | ausgeschieden | ausgeschieden | 14     |
| Mihály Deák Bárdos               | Klasse bis 120 kg | Liu Deli        | 3:1      | Johan Eurén         | 0:3          | ausgeschieden         | ausgeschieden | ausgeschieden      | ausgeschieden | ausgeschieden                | ausgeschieden                | ausgeschieden             | ausgeschieden             | ausgeschieden         | ausgeschieden         | ausgeschieden | ausgeschieden | 11     |
| Freistil Männer                  |                   |                 |          |                     |              |                       |               |                    |               |                              |                              |                           |                           |                       |                       |               |               |        |
| Gábor Hatos                      | Klasse bis 74 kg  | Freilos         | Freilos  | Zhang Chongyao      | 3:0          | Äbdulchakim Schäpijew | 3:0           | Sadegh Goudarzi    | 0:3           | –                            | –                            | –                         | –                         | Soslan Tigiyev        | 0:3                   | ausgeschieden | ausgeschieden | Bronze |
| Dániel Ligeti                    | Klasse bis 120 kg | Freilos         | Freilos  | Aljaksej Schamarau  | 1:3          | ausgeschieden         | ausgeschieden | ausgeschieden      | ausgeschieden | ausgeschieden                | ausgeschieden                | ausgeschieden             | ausgeschieden             | ausgeschieden         | ausgeschieden         | ausgeschieden | ausgeschieden | 12     |

### Rudern
| Athleten                  | Wettbewerb                  | Vorlauf     | Vorlauf | Hoffnungslauf | Hoffnungslauf | Halbfinale    | Halbfinale    | Finale        | Finale        | Rang          |
| Athleten                  | Wettbewerb                  | Zeit        | Rang    | Zeit          | Rang          | Zeit          | Rang          | Zeit          | Rang          | Rang          |
| ------------------------- | --------------------------- | ----------- | ------- | ------------- | ------------- | ------------- | ------------- | ------------- | ------------- | ------------- |
| Männer                    |                             |             |         |               |               |               |               |               |               |               |
| Béla Simon Domonkos Széll | Zweier                      | 6:46,18 min | 5       | 6:27,88 min   | 4             | ausgeschieden | ausgeschieden | ausgeschieden | ausgeschieden | ausgeschieden |
| Zsolt Hirling Tamás Varga | Leichtgewichts-Doppelzweier | 6:39,80 min | 4       | 6:32,31 min   | 2             | 6:42,81 min   | 5             | 6:39,98 min   | 5 (B-Finale)  | 11            |

### Schießen
| Athleten      | Wettbewerb        | Qualifikation | Qualifikation | Finale | Finale | Ringe  | Rang |
| Athleten      | Wettbewerb        | Ringe         | Rang          | Ringe  | Rang   | Ringe  | Rang |
| ------------- | ----------------- | ------------- | ------------- | ------ | ------ | ------ | ---- |
| Frauen        |                   |               |               |        |        |        |      |
| Zsófia Csonka | Sportpistole 25 m | 584,00        | 6             | 200,00 | 6      | 784,00 | 6    |
| Männer        |                   |               |               |        |        |        |      |
| Péter Sidi    | Luftgewehr 10 m   | 594           | 13            | -      | -      | 594    | 13   |

### Schwimmen
| Athleten                                                                                          | Wettbewerb                 | Vorlauf         | Vorlauf         | Halbfinale      | Halbfinale      | Finale           | Finale          | Rang            |
| Athleten                                                                                          | Wettbewerb                 | Zeit            | Rang            | Zeit            | Rang            | Zeit             | Rang            | Rang            |
| ------------------------------------------------------------------------------------------------- | -------------------------- | --------------- | --------------- | --------------- | --------------- | ---------------- | --------------- | --------------- |
| Frauen                                                                                            |                            |                 |                 |                 |                 |                  |                 |                 |
| Eszter Dara                                                                                       | 50 m Freistil              | DNS             | DNS             | DNS             | DNS             | DNS              | DNS             | DNS             |
| Eszter Dara                                                                                       | 100 m Freistil             | 55,37 s         | 1               | -               | -               | -                | -               | 23              |
| Ágnes Mutina                                                                                      | 200 m Freistil             | 1:59,56 min     | 8               | -               | -               | -                | -               | 22              |
| Boglárka Kapás                                                                                    | 400 m Freistil             | 4:10,01 min     | 8               | –               | –               | -                | -               | 17              |
| Éva Risztov                                                                                       | 400 m Freistil             | 4:09,08 min     | 4               | –               | –               | -                | -               | 16              |
| Boglárka Kapás                                                                                    | 800 m Freistil             | 8:26,43 min     | 2               | –               | –               | 8:23,89 min      | 6               | 6               |
| Éva Risztov                                                                                       | 800 m Freistil             | 8:29,06 min     | 5               | –               | –               | -                | -               | 13              |
| Liliána Szilágyi                                                                                  | 100 m Schmetterling        | 1:00,34 min     | 6               | -               | -               | -                | -               | 34              |
| Katinka Hosszú                                                                                    | 200 m Schmetterling        | 2:07,75 min     | 2               | 2:07,69 min     | 4               | -                | -               | 9               |
| Zsuzsanna Jakabos                                                                                 | 200 m Schmetterling        | 2:07,79 min     | 3               | 2:06,82 min     | 3               | 2:07,33 min      | 7               | 7               |
| Anna Sztankovics                                                                                  | 100 m Brust                | 1:09,65 min     | 2               | -               | -               | -                | -               | 31              |
| Eszter Povázsay                                                                                   | 100 m Rücken               | 1:03,55 min     | 6               | -               | -               | -                | -               | 37              |
| Dorina Szekeres                                                                                   | 200 m Rücken               | 2:18,16 min     | 4               | -               | -               | -                | -               | 35              |
| Katinka Hosszú                                                                                    | 200 m Lagen                | 2:10,68 min     | 2               | 2:10,74 min     | 1               | 2:14,19 min      | 8               | 8               |
| Evelyn Verrasztó                                                                                  | 200 m Lagen                | 2:12,17 min     | 3               | 2:11,53 min     | 4               | -                | -               | 9               |
| Katinka Hosszú                                                                                    | 400 m Lagen                | 4:33,77 min     | 2               | –               | –               | 4:33,49 min      | 4               | 4               |
| Zsuzsanna Jakabos                                                                                 | 400 m Lagen                | 4:37,37 min     | 3               | –               | –               | -                | -               | 9               |
| Eszter Dara Boglárka Kapás Ágnes Mutina Éva Risztov Evelyn Verrasztó                              | 4 × 100-m-Freistil-Staffel | 3:44,79 min     | 8               | –               | –               | -                | -               | 15              |
| Katinka Hosszú Zsuzsanna Jakabos Sára Joó Ágnes Mutina Vivien Kádas Éva Risztov                   | 4 × 200-m-Freistil-Staffel | 7:54,58 min     | 4               | –               | –               | -                | -               | 9               |
| Brigitta Gregus Zsuzsanna Jakabos Eszter Povázsay Liliána Szilágyi Anna Sztankovics Orsolya Tompa | 4 × 100-m-Lagen-Staffel    | disqualifiziert | disqualifiziert | disqualifiziert | disqualifiziert | disqualifiziert  | disqualifiziert | disqualifiziert |
| Éva Risztov                                                                                       | 10 km Freiwasser           | –               | –               | –               | –               | 1:57:38,2 h      | 1               | Gold            |
| Männer                                                                                            |                            |                 |                 |                 |                 |                  |                 |                 |
| Krisztián Takács                                                                                  | 50 m Freistil              | 22,19 s         | 4               | 22,01 s         | 7               | -                | -               | 12              |
| Dominik Kozma                                                                                     | 100 m Freistil             | DNS             | DNS             | DNS             | DNS             | DNS              | DNS             | DNS             |
| Dominik Kozma                                                                                     | 200 m Freistil             | 1:47,18 min     | 4               | 1:46,93 min     | 5               | -                | -               | 10              |
| Gergő Kis                                                                                         | 400 m Freistil             | 3:46,77 min     | 2               | –               | –               | 3:47,03 min      | 6               | 6               |
| Gergely Gyurta                                                                                    | 1500 m Freistil            | 15:04,22 min    | 4               | –               | –               | -                | -               | 12              |
| Gergő Kis                                                                                         | 1500 m Freistil            | 15:21,74 min    | 5               | –               | –               | -                | -               | 19              |
| Bence Pulai                                                                                       | 100 m Schmetterling        | 52,19 s         | 1               | 52,40 s         | 6               | -                | -               | 14              |
| Bence Biczó                                                                                       | 200 m Schmetterling        | 1:56,51 min     | 3               | 1:55,36 min     | 5               | -                | -               | 9               |
| László Cseh                                                                                       | 200 Schmetterling          | 1:55,86 min     | 2               | 1:55,88 min     | 7               | -                | -               | 12              |
| Dániel Gyurta                                                                                     | 100 m Brust                | 59,76 s         | 1               | 59,74 s         | 5               | 59,53 s          | 4               | 4               |
| Dániel Gyurta                                                                                     | 200 m Brust                | 2:08,71 min     | 1               | 2:08,32 min     | 1               | 2:07,28 min (WR) | 1               | Gold            |
| Ákos Molnár                                                                                       | 200 m Brust                | 2:12,42 min     | 7               | -               | -               | -                | -               | 20              |
| Richard Bohus                                                                                     | 100 m Rücken               | 54,84 s         | 5               | -               | -               | -                | -               | 22              |
| Gabor Balog                                                                                       | 200 m Rücken               | 1:56,98 min     | 1               | 1:57,56 min     | 5               | -                | -               | 11              |
| Péter Bernek                                                                                      | 200 m Rücken               | 1:57,52 min     | 3               | 1:57,71 min     | 6               | -                | -               | 12              |
| László Cseh                                                                                       | 200 m Lagen                | 1:57,20 min     | 1               | 1:56,74 min     | 1               | 1:56,22 min      | 3               | Bronze          |
| Dávid Verrasztó                                                                                   | 200 m Lagen                | 2:04,53 min     | 8               | -               | -               | -                | -               | 35              |
| László Cseh                                                                                       | 400 m Lagen                | 4:13,40 min     | 2               | –               | –               | -                | -               | 9               |
| Dávid Verrasztó                                                                                   | 400 m Lagen                | 4:18,31 min     | 6               | –               | –               | -                | -               | 22              |
| Gabor Balog Péter Bernek Richard Bohus László Cseh Gergő Kis Krisztián Takács                     | 4 × 100-m-Freistil-Staffel | 3:21,91 min     | 8               | –               | –               | -                | -               | 14              |
| Péter Bernek László Cseh Gergő Kis Dominik Kozma Patrik Rákos Balázs Zámbó                        | 4 × 200-m-Freistil-Staffel | 7:11,64 min     | 4               | –               | –               | 7:13,66 min      | 8               | 8               |
| Richard Bohus László Cseh Gábor Financsek Dániel Gyurta Dominik Kozma Bence Pulai                 | 4 × 100-m-Lagen-Staffel    | 3:34,44 min     | 4               | –               | –               | 3:33,02 min      | 5               | 5               |
| Csaba Gercsák                                                                                     | 10 km Freiwasser           | –               | –               | –               | –               | 1:51:30,9 h      | 18              | 18              |

### Segeln
Fleet Race
| Athleten        | Wettbewerb      | Qualifikation | Qualifikation | Medal Race | Medal Race | Punkte | Rang |
| Athleten        | Wettbewerb      | Punkte        | Rang          | Punkte     | Rang       | Punkte | Rang |
| --------------- | --------------- | ------------- | ------------- | ---------- | ---------- | ------ | ---- |
| Frauen          |                 |               |               |            |            |        |      |
| Diána Detre     | Windsurfen RS:X | 171           | 18            | -          | -          | 171    | 18   |
| Männer          |                 |               |               |            |            |        |      |
| Áron Gádorfalvi | Windsurfen RS:X | 226           | 25            | -          | -          | 226    | 25   |
| Zsombor Berecz  | Laser           | 193           | 21            | -          | -          | 193    | 21   |

### Synchronschwimmen
| Athletinnen              | Wettbewerb | Qualifikation     | Qualifikation     | Qualifikation  | Qualifikation  | Qualifikation | Qualifikation | Finale         | Finale         | Finale           | Finale           |
| Athletinnen              | Wettbewerb | Technische Kür TK | Technische Kür TK | Freie Kür FK-Q | Freie Kür FK-Q | Gesamt        | Gesamt        | Freie Kür FK-F | Freie Kür FK-F | Gesamt TK + FK-F | Gesamt TK + FK-F |
| Athletinnen              | Wettbewerb | Punkte            | Rang              | Punkte         | Rang           | Punkte        | Rang          | Punkte         | Rang           | Punkte           | Rang             |
| ------------------------ | ---------- | ----------------- | ----------------- | -------------- | -------------- | ------------- | ------------- | -------------- | -------------- | ---------------- | ---------------- |
| Frauen                   |            |                   |                   |                |                |               |               |                |                |                  |                  |
| Eszter Czékus Szofi Kiss | Duett      | 79,400            | 21                | 79,080         | 21             | 158,480       | 21            | ausgeschieden  | ausgeschieden  | ausgeschieden    | 21               |

### Tennis
| Athleten                 | Wettbewerb | 1. Runde                         | 1. Runde       | 2. Runde         | 2. Runde      | Achtelfinale  | Achtelfinale  | Viertelfinale | Viertelfinale | Halbfinale    | Halbfinale    | Finale        | Finale        |
| Athleten                 | Wettbewerb | Gegner                           | Ergebnis       | Gegner           | Ergebnis      | Gegner        | Ergebnis      | Gegner        | Ergebnis      | Gegner        | Ergebnis      | Gegner        | Ergebnis      |
| ------------------------ | ---------- | -------------------------------- | -------------- | ---------------- | ------------- | ------------- | ------------- | ------------- | ------------- | ------------- | ------------- | ------------- | ------------- |
| Frauen                   |            |                                  |                |                  |               |               |               |               |               |               |               |               |               |
| Tímea Babos              | Einzel     | Galina Woskobojewa               | 6:4, 6:2       | Angelique Kerber | 1:6, 1:6      | ausgeschieden | ausgeschieden | ausgeschieden | ausgeschieden | ausgeschieden | ausgeschieden | ausgeschieden | ausgeschieden |
| Ágnes Szávay             | Einzel     | Elena Baltacha                   | 3:6, 3:6       | ausgeschieden    | ausgeschieden | ausgeschieden | ausgeschieden | ausgeschieden | ausgeschieden | ausgeschieden | ausgeschieden | ausgeschieden | ausgeschieden |
| Tímea Babos Ágnes Szávay | Doppel     | Andrea Hlaváčková Lucie Hradecká | 1:6, 7:65, 2:6 | –                | –             | ausgeschieden | ausgeschieden | ausgeschieden | ausgeschieden | ausgeschieden | ausgeschieden | ausgeschieden | ausgeschieden |

### Tischtennis
| Athleten        | Wettbewerb | 1. Runde        | 1. Runde | 2. Runde               | 2. Runde      | 3. Runde         | 3. Runde      | 4. Runde      | 4. Runde      | Viertelfinale | Viertelfinale | Halbfinale    | Halbfinale    | Finale        | Finale   |
| Athleten        | Wettbewerb | Gegner          | Ergebnis | Gegner                 | Ergebnis      | Gegner           | Ergebnis      | Gegner        | Ergebnis      | Gegner        | Ergebnis      | Gegner        | Ergebnis      | Gegner        | Ergebnis |
| --------------- | ---------- | --------------- | -------- | ---------------------- | ------------- | ---------------- | ------------- | ------------- | ------------- | ------------- | ------------- | ------------- | ------------- | ------------- | -------- |
| Frauen          |            |                 |          |                        |               |                  |               |               |               |               |               |               |               |               |          |
| Georgina Póta   | Einzel     | Freilos         | Freilos  | Tian Yuan              | 4:1           | Park Mi-young    | 1:4           | ausgeschieden | ausgeschieden | ausgeschieden | ausgeschieden | ausgeschieden | ausgeschieden | ausgeschieden | 17       |
| Krisztina Tóth  | Einzel     | Fabiola Ramos   | 4:3      | Chen Szu-yu            | 3:4           | ausgeschieden    | ausgeschieden | ausgeschieden | ausgeschieden | ausgeschieden | ausgeschieden | ausgeschieden | ausgeschieden | ausgeschieden | 33       |
| Männer          |            |                 |          |                        |               |                  |               |               |               |               |               |               |               |               |          |
| Ádám Pattantyús | Einzel     | William Henzell | 1:4      | ausgeschieden          | ausgeschieden | ausgeschieden    | ausgeschieden | ausgeschieden | ausgeschieden | ausgeschieden | ausgeschieden | ausgeschieden | ausgeschieden | ausgeschieden | 49       |
| Dániel Zwickl   | Einzel     | Allan Bentsen   | 4:1      | Aleksandar Karakašević | 4:1           | Chuang Chih-Yuan | 0:4           | ausgeschieden | ausgeschieden | ausgeschieden | ausgeschieden | ausgeschieden | ausgeschieden | ausgeschieden | 17       |

### Triathlon
| Athleten      | Wettbewerb | Zeit      | Rang |
| ------------- | ---------- | --------- | ---- |
| Frauen        |            |           |      |
| Zsófia Kovács | Einzel     | 2:10:39 h | 51   |

### Turnen
| Athleten        | Wettbewerb       | Qualifikation | Qualifikation | Finale | Finale | Rang |
| Athleten        | Wettbewerb       | Punkte        | Rang          | Punkte | Rang   | Rang |
| --------------- | ---------------- | ------------- | ------------- | ------ | ------ | ---- |
| Frauen          |                  |               |               |        |        |      |
| Dorina Böczögő  | Mehrkampf Einzel | 50,599        | 49            | -      | -      | 49   |
| Männer          |                  |               |               |        |        |      |
| Krisztián Berki | Pauschenpferd    | 15,033        | 5             | 16,066 | 1      | Gold |
| Vid Hidvégi     | Pauschenpferd    | 15,100        | 3             | 14,300 | 8      | 8    |

### Wasserball
| Wettbewerb        | Frauen | Männer |
| ----------------- | --- | --- |
| Athleten          | Dóra Antal Flóra Bolonyai Barbara Bujka Dóra Czigány Dóra Csabai Rita Drávucz Edina Gangl Rita Keszthelyi Hanna Kisteleki Kata Menczinger Gabriella Szűcs Orsolya Takács Ildikó Tóth | Péter Biros Balázs Hárai Norbert Hosnyánszky Tamás Kásás Gergely Kiss Norbert Madaras Viktor Nagy Ádám Steinmetz Zoltán Szécsi Márton Szivós Dániel Varga Dénes Varga Tamás Varga |
| Trainer           | | |
| Gruppenphase      | USA (13:14) Volksrepublik China (11:10) Spanien (11:13) | Serbien (10:14) Montenegro (10:11) Rumänien (17:15) Großbritannien (17:6) USA (11:6)                                                                                              |
| Viertelfinale     | Russland (11:10) | Italien (9:11) |
| Platzierungsspiel | – | Australien (10:9) Spiel um Platz 5: Spanien (14:8) |
| Halbfinale        | Spanien (9:10) | ausgeschieden |
| Finale            | Spiel um Platz 3: Australien (11:13) | ausgeschieden |
| Platzierung       | 4 | 5 |

### Wasserspringen
| Athleten     | Wettbewerb        | Vorkampf | Vorkampf | Halbfinale | Halbfinale | Finale | Finale | Rang |
| Athleten     | Wettbewerb        | Punkte   | Rang     | Punkte     | Rang       | Punkte | Rang   | Rang |
| ------------ | ----------------- | -------- | -------- | ---------- | ---------- | ------ | ------ | ---- |
| Frauen       |                   |          |          |            |            |        |        |      |
| Nóra Barta   | Kunstspringen 3 m | 257,70   | 25       | -          | -          | -      | -      | 25   |
| Flóra Gondos | Kunstspringen 3 m | 266,45   | 22       | -          | -          | -      | -      | 22   |